# Joshua Malina
Joshua Charles Malina (n. 17 de enero de 1966) es un actor de cine y teatro estadounidense. Es quizás más famoso por interpretar a Will Bailey en The West Wing y Jeremy Goodwin en Sport Night.
Malina está casado con Melissa Merwin, una diseñadora a quien conoció en 1992. Los Malinas se casaron en 1996 y tienen dos hijos, Isabel y Avi.

## Filmografía
- A Few Good Men (1992) - Tom
- En la línea de fuego (1993) - Chávez
- Separate Lives (1995) - Randall
- The American President (1995) - David
- Sliders (1996) - Anunciador
- From the Earth to the Moon (1998)
- Bulworth (1998) - Bill Feldman
- Sports Night (1998–2000) - Jeremy Goodwin
- Kill the Man (1999) - Bob Stein
- Without Charlie (2001) - Charlie
- The West Wing (2002–2006)- Will Bailey
- View from the Top (2003) - Randy Jones
- Just Friends (2005) - Bob
- Big Shots (2007) - Karl Mixworthy
- Numb3rs (2007) - Howard Meeks
- Stargate SG-1 (2007) - Cicero
- Grey's Anatomy 'In the Midnight Hour' 5-09  (2008) - Seth Hammer
- Terminator: The Sarah Connor Chronicles (2009) - Agente Auldridge
- In Plain Sight (2009–2011) - Peter Alpert
- iCarly (2009) - Dingo Channel Writer
- Psych (2009) - Stewart Gimbley (Episodio: "Let's Get Hairy")
- House M.D. (2009) - Tucker (Episodio: "Wilson")
- Bones (2010) - Dr. Adam Copeland (Episodio: "The Devil In The Details")
- The Good Guys (2010)
- The Big Bang Theory (2011) - Presidente Siebert
- CSI: Miami (2011) - Neil Marshall (1 episodio)[2]
- American Horror Story (2011)- El Dentista
- Scandal (2012–2018)- David Rosen
- Shameless